# Petit Papa Noël
«Petit Papa Noël» (Пети́ Папа́ Ноэ́ль) — французская рождественская песня, созданная композитором Анри Мартине (Henri Martinet) для музыкального ревю «Он вернётся» (1944), где её исполнил певец Ксавье Лемерсье. После прекращения постановки на песню обратил внимание певец Тино Росси, который спел её в фильме «Судьбы» (Destins; 1946) режиссёра Ришара Потье (Richard Pottier). Продюсер ревю Эмиль Одифред познакомил Росси с Мартине, которому понравилась музыка песни. После этого текст песни переписал поэт Раймон Винси (Raymond Vincy), именно этот вариант получил известность и впоследствии песня приобрела культовый статус во французской культуре.
С 1984 года, когда был основан французский сингловый хит-парад, сингл с песней «Папочка Ноэль» несколько раз поднимался на высокие места в нём на Рождество. Также песня была перепета многими артистами. В частности, как сингл её выпускали Роберто Аланья, Рок Вуазин, Джош Гробан и анимированные персонажи Пиноккио и Бебе Лили. С момента первой записи по всему миру было продано более 30 миллионов копий французского рождественского шлягера.

## Чарты
| Чарт                             | Наив. поз.               |                          |                          |
| Тино Росси (с 1984 года)         | Тино Росси (с 1984 года) | Тино Росси (с 1984 года) | Тино Росси (с 1984 года) |
| -------------------------------- | ------------------------ | ------------------------ | ------------------------ |
| French SNEP Singles Chart1       | 6                        |                          |                          |
| French SNEP Singles Chart2       | 17                       |                          |                          |
| French SNEP Singles Chart3       | 17                       |                          |                          |
| French SNEP Singles Chart4       | 29                       |                          |                          |
| French SNEP Singles Chart5       | 9                        |                          |                          |
| The Smurfs (1996)                |                          |                          |                          |
| French SNEP Singles Chart        | 21                       |                          |                          |
| Рок Вуазин (2000)                |                          |                          |                          |
| French SNEP Singles Chart        | 49                       |                          |                          |
| Роберто Аланья (2003)            |                          |                          |                          |
| French SNEP Singles Chart        | 91                       |                          |                          |
| Пиноккио и Марилу (2005)         |                          |                          |                          |
| Belgian (Wallonia) Singles Chart | 17                       |                          |                          |
| French SNEP Singles Chart        | 7                        |                          |                          |
| Swiss Singles Chart              | 23                       |                          |                          |
| Бебе Лили (2006)                 |                          |                          |                          |
| French SNEP Singles Chart        | 5                        |                          |                          |
| Swiss Singles Chart              | 41                       |                          |                          |
| Джош Гробан (2008)               |                          |                          |                          |
| French SNEP Singles Chart        | 12                       |                          |                          |

1 Оригинальная версия.

2 «Petit Papa Noël / Minuit, chrétiens»

3 Издан на лейбле Disques Pathé.

4 Издан на лейбле Fifty Five.

5 Издан на лейбле M6 Interactions.